# فوتبال تکاملی حرفه‌ای ۲۰۱۱ سه‌بعدی
فوتبال تکاملی حرفه‌ای ۲۰۱۱ سه‌بعدی (به انگلیسی: Pro Evolution Soccer 2011 3D) (اختصاری Pes 2011 3D) یک بازی سبک ورزشی است که توسط کونامی ساخته شده و در سال ۲۰۱۱ توسط شرکت کونامی برای نینتندو ۳دی‌اس منتشر شد. این بازی نسخهٔ سه‌بعدی فوتبال تکاملی حرفه‌ای ۲۰۱۱ است.

## امکانات
کنترل کامل یکی از بخش‌هایی است که به بازی اضافه شده، تعداد پاس‌ها را افزایش می‌دهد و به کاربران اجازه می‌دهد توپ را در فضاهای مختلف ارسال کنند و بازی را با آزادی کامل به حرکت درآوردند. دویدن مدوام بر روی بازیکنان تأثیر منفی می‌گذارد، کیفیت پاس‌ها پایین میآید و از سرعت آن‌ها کم می‌شود. ظاهر فیزیکی بازیکنان بهبود یافته‌است. انیمیشن واقع گرایانه تر شده، بازیکنان بهتر حرکت می‌کنند و نحوه سرعت گرفتن و کاهش سرعت آن‌ها طبیعی تر شده‌است. سرعت بازی بیشتر شده‌است. بازی در لحظات مهم سرعت بیشتری می‌گیرد و فرار از خط میانی دشوارتر است، نحوه ارسال پاس‌ها برای بازکردن فضاها اهمیت دارد.
بخش ویرایش ورزشگاه به کاربران اجازه می‌دهد استادیوم بسازند. آن‌ها می‌توانند رنگ‌ها، تابلوهای تبلیغاتی، معماری سقف و زمین را ویرایش کنند. کاربران می‌توانند تنظیمات ورزشگاه را مشخص کنند. به کاربر این امکان داده می‌شود که طرح زمینه را با انواع زمینه‌های شهری یا روستایی انتخاب کند.
برخلاف نسخه‌های کنسولی، این نسخه از فوتبال تکاملی حرفه‌ای ۲۰۱۱ دارای کوپا لیبرتادورس نیست.

## بازتاب‌ها
| گردآورنده  | امتیاز |
| ---------- | ------ |
| گیم‌رنکینگز | 73.92% |
| متاکریتیک  | 73/100 |

| ناشر                | امتیاز |
| ------------------- | ------ |
| یوروگیمر            | 7/10   |
| گیم اینفورمر        | 7/10   |
| گیم‌پرو              | [ ۵ ]  |
| گیم رولیشن          | B−     |
| گیم‌اسپات            | 7/10   |
| آی‌جی‌ان              | 8/10   |
| جویستیک             | [ ۹ ]  |
| نینتندو لایف        | [ ۱۰ ] |
| نینتندو ورلد ریپورت | 7.5/10 |
| مجله رسمی نینتندو   | 78%    |
| The Guardian        | [ ۱۳ ] |

بازی پس از انتشار با استقبال متوسط روبرو شد.